# Bjorn Ruytinx
Bjorn Ruytinx (Halen, 18 agosto 1980) è un ex calciatore belga, di ruolo attaccante.

## Carriera

### Club
Inizia la carriera dalla quarta divisione: segnando quasi un gol a partita (media di 0,96), nell'ultima stagione è notato dall'OH Lovanio, squadra di terza divisione. Alla prima annata, la società di recente fondazione (2002) è promossa in seconda divisione. Nel 2011 vince anche il torneo di seconda categoria, salendo nella Pro League. Dopo aver giocato per un decennio nell'OH Lovanio, nel 2014 si trasferisce all'Ostenda.

## Palmarès

### Club

#### Competizioni nazionali
- Tweede klasse: 1

OH Lovanio: 2010-2011